# Волосів (Надвірнянський район)
Во́лосів — село Надвірнянського району Івано-Франківської області. Входить до складу Переріслянської сільської громади.

## Розташування
Село, центр сільської Ради, розташоване за 15 км від Надвірної, 1 км від залізничної станції Цуцилів. Через село протікає річка Стримба.

## Історія
На околиці знайдено кам'яні знаряддя праці доби міді.
Згадується 8 квітня 1443 року в книгах галицького суду.
Ще одна письмова згадка про село належить до 1479 року.
У податковому реєстрі 1515 року документується відсутність податків з орендованого шляхтичем Бидловським села через розорення татарами.
За часів польського чи австрійського панування у селі постала мазурська колонія.
У селі Волосів [Архівовано 5 грудня 2019 у Wayback Machine.] Надвірнянського району Івано-Франківської області був замок. Можливо, Волосів у минулому був містечком, яке мало власні укріплення.
На околиці Волосова знайдено енеолітичні знаряддя праці (імовірно, тут було поселення трипільської культури). Це поселення знаходиться на південно-західній околиці села, в урочищі Копани. Його розмір — 100 на 100 метрів.
На західній околиці села в урочищі Татарські могили є поселення карпатських курганів.
Ще одне поселення культури карпатських курганів (ІІ століття нашої ери), на якому пізніше жили слов'яни, розміщується в урочищі Лучки, його розмір — три гектари.
Замок був споруджений на березі ріки Стримба в урочищі Мури. На місці фортеці є невеликий пагорб, який оточений ровами. Можливо, урочище називалось Мури через те, що замок мав муровані, тобто кам'яні стіни. В Івано-Франківській області було мало мурованих замків, більшість із них мали укріплення, що складалися з валів, ровів та дерев'яних стін. Однак неподалік — Карпати, у яких каменю багато, Пнівський замок, який був на відстані біля 20 кілометрів, складений з карпатського пісчаника, тому і волосівський замок міг бути мурованим (хоча б частково).В цьому замку за легендами жив король Волос, після того як татари спалили село і замок був зруйнований він виїхав з села. В честь нього назвали село Волосів.
На карті фон Міга 1782 року на місці, де був замок, позначено дві муровані будівлі (будівлі із каменю або цегли фон Міг позначав червоним кольором). Видно паркан, яким ці будинки були оточені.
До наших днів укріплення не дійшло, зараз на місці фортеці — невеликий пагорб, довкола якого прослідковуються рови.

## Населення
Згідно з переписом УРСР 1989 року чисельність наявного населення села становила 1723 особи, з яких 814 чоловіків та 909 жінок.
За переписом населення України 2001 року в селі мешкало 1600 осіб.

### Мова
Розподіл населення за рідною мовою за даними перепису 2001 року:
| Мова       | Відсоток |
| ---------- | -------- |
| українська | 99,50 %  |
| російська  | 0,44 %   |

## Сьогодення
У Волосові є навчально-виховний комплекс із окремою структурною ланкою, бібліотека, сільський клуб, лікарська амбулаторія, філія зв'язку. Село газифіковане, вуличне освітлення присутнє частково.
Макет герба села розробив підприємець Ігор Васильович Бойко.

## Релігія
На території села зареєстрована греко-католицька церква «Покрови Пресвятої Богородиці», отець Степан Лящун.